# قيقب جبل الشيخ
قيقب جبل الشيخ (باللاتينية: Acer hermoneum) نوع نباتي ينتمي إلى جنس القيقب من الفصيلة الصابونية.

## موطنه
ينتشر في جبال المشرق العربي وخاصة منطقة جبل الشيخ.